# Milęcice
Milęcice,  (Duits: Geppersdorf) is een plaats in het Poolse woiwodschap Neder-Silezië. 

## Bestuurlijke indeling
In de periode 1945 - 1954 was Milęcice een zelfstandige gemeente,  vanaf 1975 tot aan de grote bestuurlijke herindeling van Polen in 1998 viel het dorp bestuurlijk onder woiwodschap Jelenia Góra, vanaf 1998 valt het onder woiwodschap Neder-Silezië, in het district Lwówecki. Het maakt deel uit van de gemeente Lubomierz.

## Geschiedenis
In de Periode van 1940 - 1945 was in Milęcice een buitenkamp (zogenaamde Außenlager) gevestigd als onderdeel van concentratiekamp Groß-Rosen.
Na de Tweede Wereldoorlog werd het gebied onder Pools bestuur geplaatst en etnisch gezuiverd volgens de naoorlogse Conferentie van Potsdam. De Duitse bevolking werd verdreven en vervangen door Polen.